# USS LST-18
O USS LST-18 foi um navio de guerra norte-americano da classe LST que operou durante a Segunda Guerra Mundial.